# Roman Patkoló
Roman Patkoló   (Žilina, 6 de febrer de 1982) és un contrabaixista i professor universitari eslovac.

## Biografia
Patkoló va assistir al Conservatori de Žilina de 1996 a 1998, on va tenir com professor Ján Krigovský i Ružena Šípková. A partir de 1998 va començar els seus estudis a la "Musikhochschule München" amb Klaus Trumpf, que va completar el 2005 amb un diploma de classe magistral. De 1999 a 2011 va ser un becari de la Anne-Sophie-Mutter-Foundation. Ha guanyat diversos concursos internacionals, premis culturals i l'Opus Klassik.
Patkoló ha actuat com a solista i també en duo amb Anne-Sophie Mutter, André Previn i Maxim Vengerov a Europa i als EUA amb orquestres com la "Philharmonic of Nations", la London Symphony Orchestra, la Boston Symphony Orchestra, la "Deutsches Symphonie-Orchester" de Berlin, la Filharmònica Txeca, la "Camerata Moscou", l'Orquestra Simfònica SWR, la "Virtuosi di Kuhmo", la Orquestra de Cambra de Múnic i l'Orquestra Simfònica Nacional Washington. També ha actuat en festivals com el "Rheingau Musik Festival", el "Festspiele Mecklenburg-Vorpommern, el Festival de Lucerna, Festival de Verbier, Festival de Gstaad Menuhin i Festival Primavera de Praga.
Des dels seus estudis també ha tocat música de cambra al conjunt de contrabaix "Bassiona Amorosa", juntament amb aquest conjunt va ser guardonat amb el European Quartet Prize de la fundació cultural europea Pro Europa, el 2003.
Juntament amb Anne-Sophie Mutter, va estrenar nombroses obres, com ara el doble concert per a violí i contrabaix d'André Previn amb la Boston Symphony Orchestra (2007), Dyade per a violí i contrabaix de Wolfgang Rihm (2011) i Duo concertante per violino e contrabbasso de Krzysztof Penderecki (2013).
Des de 2006 Patkoló és el contrabaixista solista adjunt de la "Philharmonia Zürich" a lOpernhaus Zürich. A més, va ensenyar com a professor de contrabaix a la "Musikhochschule" de Múnic des del 2007 fins que es va traslladar a la "Hochschule für Musik" (Basilea) l'any 2009, va canviar.

## Premis (selecció)
- 1999: 1r premi al Concurs Internacional de Contrabaix 1999 de la Societat Internacional de Baixistes, en la categoria menors de 18 anys[1]
- 2000: 1r premi al primer Internacional J.M. Concurs Sperger de contrabaix[7]
- 2002: Premi de patrocini europeu per a joves artistes del European Culture Prize Pro Europa[1][8]
- 2003: 2n premi a l'ARD International Music Competition[9]
- 2005: Premi Glenn Gould com a Protegé a Toronto
- 2011: Premi Aida Stucki[10]
- 2018: Opus Klassik a la categoria Instrumentalista de l'any (contrabaix)[11]

## Discografia (selecció)
- Roman Patkoló. Obres d'a.o. Václav Vačkář, Angheluş Dinicu, Enniio Morricone, Max Bruch, Leonard Bernstein (Hudobné centrum/Music Center Slovakia; 2012)
- Les sis estacions. Obres d'a.o. Felix Mendelssohn Bartholdy, Pablo de Sarasate, Gabriel Fauré (Après un reve) o Nicolo PaganiniAmb Oleksandra Fedosova, piano (Nasswetters Music Group; 2018)[12]
- Johann Matthias Sperger: Concerts de contrabaix núms. 2 i 15. Kurpfälzisches Kammerorchester Mannheim, Director: Johannes Schlaefli (Cpo: 2020)
- Johann Matthias Sperger: Concerts de contrabaix núms. 1 i 8 Südwestdeutsches Kammerorchester Pforzheim, Director: Douglas Bostock (Cpo; 2021)